# کلیسای جامع فریبورگ
کلیسای جامع فریبورگ (انگلیسی: Fribourg Cathedral) یا سنت نیکلاس کلیسای به سبک گوتیک در شهر فریبورگ سوئیس است. این کلیسا بر بالای شهر قدیمی فریبورگ و رودخانهٔ سرین واقع شده‌است.

## تاریخچه
ساخت این بنا در سال ۱۲۸۳ آغاز و در سال ۱۴۳۰ پایان گرفته‌است. برج این کلیسا که ۷۶ متر ارتفاع دارد و ۱۱ ناقوس را در خود جای داده‌است در سال ۱۴۹۰ بناشده‌است. از دیگر تزئینات زیبای این کلیسا، شیشه‌های رنگی سردر وردودی است که توسط یک نقاش لهستانی به نام جوزف مهوفر طراحی و بدست صنعتگران محلی در فاصلهٔ سال‌های ۱۸۹۶ تا ۱۹۳۶ ساخته شده‌است. شیشه‌های سردر این کلیسا در حال‌حاضر یکی از مشهورترین نمونه‌های شیشه‌های رنگ آمیزی شده در مجموعه‌های مذهبی جهان است.
این کلیسا در سال ۱۹۴۵ به اسقف‌نشین کلیسای کاتولیک رومی در حوزه‌های ژنو، لوزان و فریبورگ تبدیل شد.

## نگارخانه

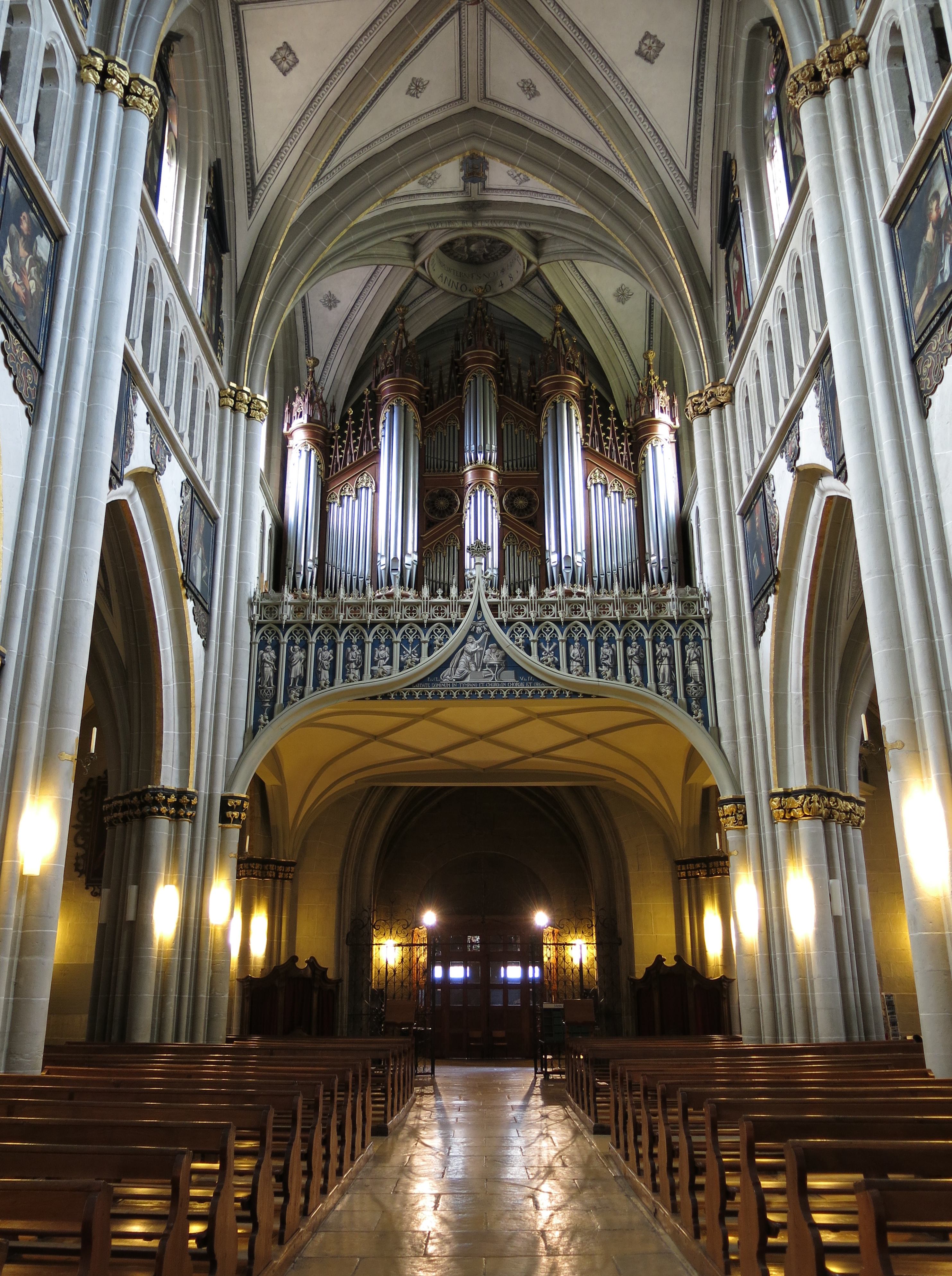
Interior
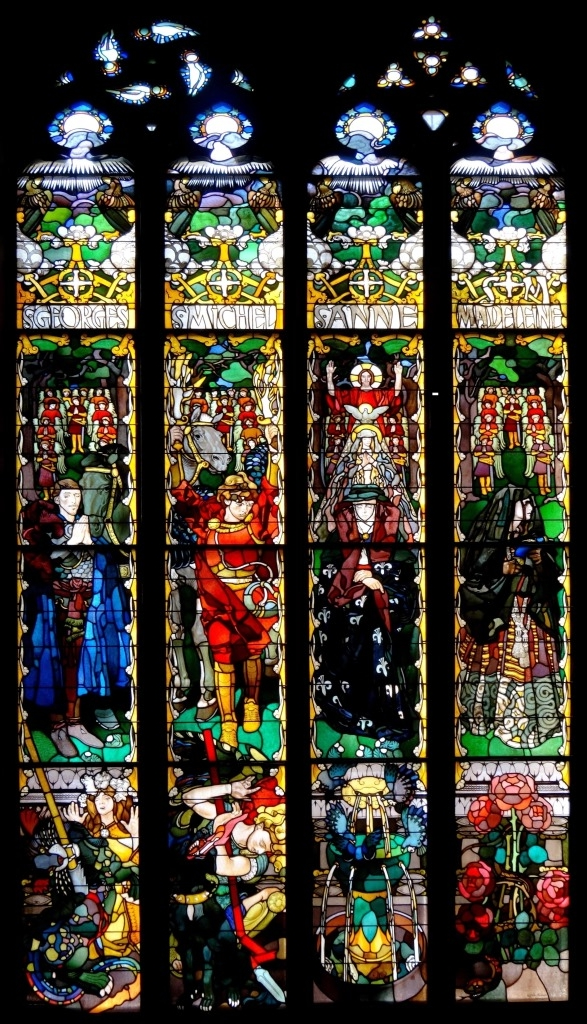
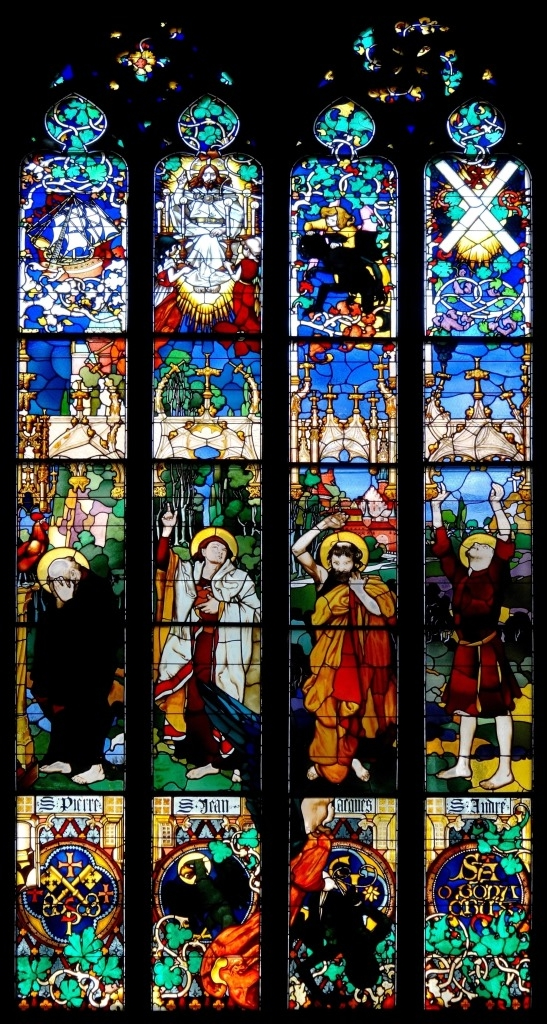